# Барон Бейзинг

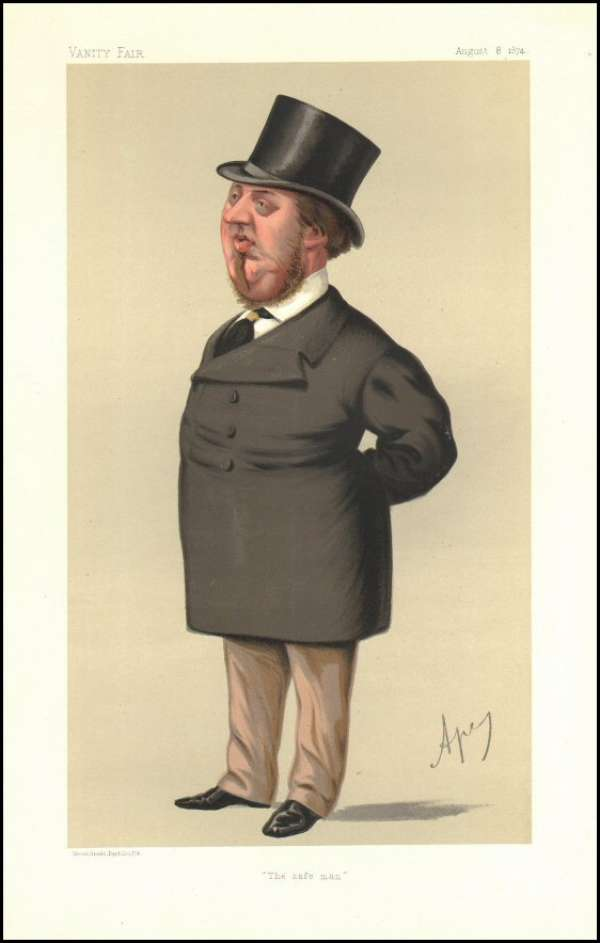
Джордж Ламбрей Склейтер-Бут, будущий 1-й барон Бейзинг, журнал Vanity Fair, 1874 год

Барон Бейзинг из Бейзинг Бафлита и Ходдингтона в графстве Саутгемптон — наследственный титул в системе Пэрства Соединенного Королевства. Он был создан 7 июля 1887 года для консервативного политика Джорджа Склейтера-Бута (1826—1894). Он заседал в Палате общин Великобритании от Северного Гэмпшира (1856—1885) и Бейзингстока (1885—1887), занимал должности парламентского секретаря Комитета попечения о бедных (1867—1868), финансового секретаря казначейства (1868) и министра местного самоуправления (1874—1880). После его смерти титул перешел к его старшему сыну, Джорджу Лимбрею Склейтер-Буту, 2-му барону Бейзингу (1860—1919), а затем к его сыну, Джону Лимбрею Склейтеру-Буту, 3-му барону Бейзингу (1890—1969). После смерти последнего в 1969 году эта линия семьи прервалась. Титул унаследовал двоюродный брат покойного барона, Джордж Латли Склейтер-Бут, 4-й барон Бейзинг (1903—1983). Он был сыном достопочтенного Чарльза Латли Склейтера-Бута, второго сына первого барона.
По состоянию на 2024 год носителем баронского титула являлся внук четвертого барона, Стюарт Энтони Уитфилд Склейтер-Бут, 6-й барон Бейзинг (род. 1969), который стал преемником своего отца в 2007 году.

## Бароны Бейзинг (1887)
- 1887—1894: Джордж Склейтер-Бут, 1-й барон Бейзинг (19 мая 1826 — 22 октября 1894), старший сын Уильяма Латли Склейтера (1789—1885)[1];
- 1894—1919: Подполковник Джордж Лимбрей Склейтер-Бут, 2-й барон Бейзинг (1 января 1860 — 8 апреля 1919), старший сын предыдущего[2];
- 1919—1969: Подполковник Джон Лимбрей Роберт Склейтер-Бут, 3-й барон Бейзинг (3 декабря 1890 — 2 октября 1969), единственный сын предыдущего[3];
- 1969—1983: Джордж Латли Склейтер-Бут, 4-й барон Бейзинг (7 декабря 1903 — 18 сентября 1983), единственный сын достопочтенного Чарльза Латли Склейтера-Бута (1862—1931), второго сына 1-го барона Бейзинга[4];
- 1983—2007: Нил Латли Склейтер-Бут, 5-й барон Бейзинг (16 января 1939 — 24 ноября 2007), единственный сын предыдущего[5];
- 2007 — настоящее время: Стюарт Энтони Уитфилд Склейтер-Бут, 6-й барон Бейзинг (род. 18 декабря 1969), старший сын предыдущего[6];
  - Наследник титула: достопочтенный Люк Уотерс Склейтер-Бут (род. 1 сентября 2000), единственный сын предыдущего[7].